# スージー (レコード会社)
スージー（クロアチア語:Suzy produkcija gramofonskih ploča）は、クロアチアのザグレブに拠点を置くレコード会社である。
スージーはユーゴスラビア社会主義連邦共和国統治下のクロアチア社会主義共和国で1972年に創業された。
スージーはユーゴスラビア、そしてクロアチアの代表的なロック・アーティストの作品を発売してきており、パルニ・ヴァリャク（Parni Valjak）、BOA（BOA）、プルリャヴォ・カザリシュテ（Prljavo Kazalište）などの作品が同社からリリースされている。同じくザグレブに拠点を置くユーゴトン（1947年創業）や、ベオグラードに拠点を置くPGP-RTB（1953年創業）と同様、スージーも国外のアーティストの作品をライセンスを得て国内で販売しており、マイケル・ジャクソン、AC/DC、アダム&ジ・アンツ、ザ・クラッシュ、レナード・コーエン、フィル・コリンズ、アリス・クーパー、ドアーズ、レッド・ツェッペリン、ボブ・ディラン、シャーデー、サンタナ、ポール・サイモン、プリンス、フリートウッド・マック、シンディ・ローパーなどの作品を販売してきた。また、CBSレコードなどの国外の大手レコード会社と親密な協力関係を築いていた。
社会主義体制の放棄とユーゴスラビア崩壊が進む中で、スージーは株式会社化されSUZY d.o.o.となった。しかし、ユーゴトンやPGP-RTBがクロアチア・レコーズやPGP-RTSへと改称したのに対して、同社はユーゴスラビア時代と同じ「スージー」の名前を使い続けている。
スージーが保有する古い自社の重要作品は、2000年代に入ってからクロアチアの別のレコード会社・ヒット・レコーズ（Hit Records）との協力の下で再リリースされている。